# Gare de Rassuen
Gare de Rassuen – stacja kolejowa w Istres, w departamencie Delta Rodanu, w regionie Prowansja-Alpy-Lazurowe Wybrzeże, we Francji.
Jest stacją Société nationale des chemins de fer français (SNCF), obsługiwaną przez pociągi TER Provence-Alpes-Côte d’Azur.

## Położenie
Stacja znajduje się na linii Miramas – L’Estaque, w km 822,931, na wysokości 19 m, pomiędzy stacjami Istres i Fos-sur-Mer.

## Linie kolejowe
- Miramas – L’Estaque